# Delia aemene
Delia aemene este o specie de muște din genul Delia, familia Anthomyiidae. A fost descrisă pentru prima dată de Walker în anul 1849. Conform Catalogue of Life specia Delia aemene nu are subspecii cunoscute.